# Albert Goldman
Albert Harry Goldman (ur. 15 kwietnia 1927 w Dormont, zm. 28 marca 1994 w drodze z Miami do Londynu) – amerykański profesor i pisarz. Autor wielu artykułów i książek poświęconych kulturze i znanym osobowościom amerykańskiego przemysłu muzycznego. Jego najbardziej znanymi książkami są kontrowersyjne biografie Elvisa Presleya i Johna Lennona.

## Publikacje

### Biografia Elvisa Presleya
W 1981 r. ukazała się kontrowersyjna biografia Elvisa Presleya pt. Elvis, w której Goldman przedstawił swoje badania z czterech lat życia piosenkarza. Jednak dla wielu fanów i niektórych krytyków, rewelacje zawarte w książce okazały się niemiarodajne z uwagi na żywą niechęć jaką pałał on do Presleya. Na przykład, twierdził, że był plagiatorem albo przytaczał historie, które robiły z Elvisa wariata, by udowodnić, że piosenkarz stracił kontrolę nad rzeczywistością. Z drugiej jednak strony w książce znalazło się też kilka niedawno odkrytych faktów. Jak na przykład to, że pułkownik Tom Parker, nie był Amerykaninem ale Holendrem, co przez wiele lat ukrywał. W książce zawarto ponadto krytyczne uwagi odnośnie do problemów z wagą piosenkarza, jego dietą, oraz strojów.

### Druga książka o Presleyu
W 1990 r. Goldman opublikował książkę, Elvis: Ostatnie 24 godziny, w której skupił się na okolicznościach śmierci Presleya. Utrzymywał w niej, że piosenkarz popełnił samobójstwo. I choć te sensacyjne tezy wzbudziły zainteresowanie to głównie zostały zignorowane.

### Życie Johna Lennona
W 1988 r. Goldman wydał kolejną biografię, która wzbudziła jeszcze więcej kontrowersji niż książka o Elvisie. W Życiu Johna Lennona, która była rezultatem wielu lat badań i setek wywiadów przeprowadzonych z przyjaciółmi, znajomymi i muzykami Lennona, Goldman opisuje go jako człowieka utalentowanego ale i neurotycznego. Książka ujawnia też bardzo osobistą stronę muzyka, który miał skłonności do przemocy, gniewu, nadużywania narkotyków i cudzołóstwa. Autor sugerował, że Lennona zniszczyły silne kobiety, z którymi miał zawsze styczność (poczynając od jego ciotki Mimi Smith, a na Yoko Ono kończąc). Koncentrując się głównie na błędach muzyka, Goldman wysnuł wiele kontrowersyjnych zarzutów, m.in. sugestie, że mógł on mieć coś wspólnego ze śmiercią swojego przyjaciela Stuarta Sutcliffe’a, początkowego członka The Beatles.

## Wybrana bibliografia
- Panie i panowie – Lenny Bruce!! (1974)
- Karnawał w Rio (1978)
- Grass Roots: Marijuana in America Today (1979)
- Disco (1979)
- Elvis (1981)
- Życie Johna Lennona (1988)
- Elvis: Ostatnie 24 godziny (1990)
- Sound Bites (1992)

Przygotowywana była jeszcze biografia wokalisty grupy The Doors, Jima Morrisona, ale Goldman nie zdążył jej ukończyć.